# Fratta Polesine
Fratta Polesine est une commune italienne de la province de Rovigo, dans la région Vénétie.

## Administration
| Période                                  | Période | Identité       | Étiquette    | Qualité |
| ---------------------------------------- | ------- | -------------- | ------------ | ------- |
| 12 juin 2017                             |         | Giuseppe Tasso | Lista Civica |         |
| Les données manquantes sont à compléter. |         |                |              |         |

## Culture
Église paroissiale Saint-Pierre-et-Paul : trois fresques de plafond du peintre vénitien Francesco Zugno (1709-1787). Ces fresques datent de l'été 1742.

### Hameaux
Palazzine, Paolino, Pizzon, Ramedello Basso, Ramedello di Mezzo, Sabbioni, Valle, Zaffarda.

### Communes limitrophes
Costa di Rovigo, Lendinara, Pincara, San Bellino, Villamarzana, Villanova del Ghebbo.

## Personnalités liées à la commune
- Giacomo Matteotti, socialiste italien.